# 梅格纳加尔
梅格纳加尔（Meghnagar），是印度中央邦Jhabua县的一个城镇。总人口10316（2001年）。

## 人口
该地2001年总人口10316人，其中男性5354人，女性4962人；0—6岁人口1846人，其中男987人，女859人；识字率61.67%，其中男性为68.86%，女性为53.91%。